# Spikula

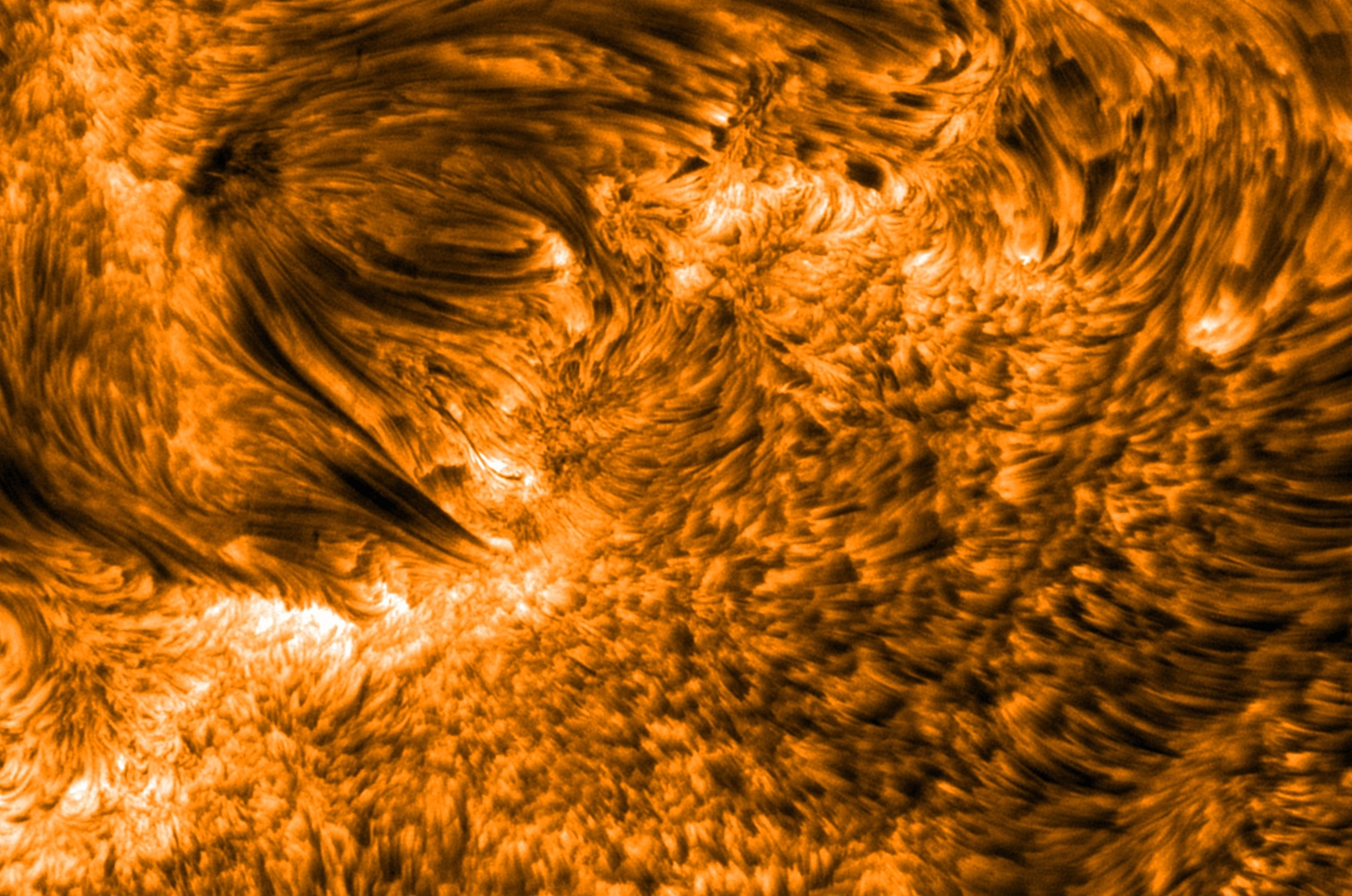
Spikule widoczne w postaci ciemnych pasm

Spikula (inaczej bryzg chromosferyczny) – rodzaj aktywności słonecznej, objawiającej się jasnymi fontannami materii wyrzucanej z dolnych warstw chromosfery Słońca.
Czas życia spikul wynosi od 10 do 20 minut (średnio 15 minut), średnica ich podstawy około 800 km. Są wyrzucane na wysokość od kilku do 10 000 km ponad granicę fotosfery (średnio 3000 km), nadając chromosferze charakterystyczny trawiasty, szybko zmieniający się obraz. Materia w spikulach porusza się w górę z prędkością około 10-40 km/s. Spikule nie są rozmieszczone w chromosferze przypadkowo, lecz gromadzą się na brzegach dużych komórek o rozmiarach około 30 000 km. Struktura tych komórek zwana jest siatką chromosferyczną bądź supergranulacją i wiąże się ją z wielkoskalową konwekcją materii pod fotosferą.